# Uccio Aloisi
Uccio Aloisi, all'anagrafe Antonio Aloisi (Cutrofiano, 1º ottobre 1928 – Cutrofiano, 21 ottobre 2010), è stato un cantante e musicista italiano.

## Biografia
Uccio Aloisi è stato un cantore di musica popolare, tra i personaggi più popolari e apprezzati della tradizione musicale salentina della pizzica; è stato ospite di numerose edizioni della Notte della Taranta a Melpignano, nella Grecìa Salentina.
Nato in una famiglia contadina, Uccio Aloisi, insieme ad Uccio Bandello ed Uccio Melissano, erano invitati spesso in diverse feste di Cutrofiano ed è proprio in occasione di queste che viene "lanciato" ufficialmente per la prima volta il nome al gruppo che dapprima venne chiamato Gli Ucci Nosci e subito dopo venne modificato in Gli Ucci. Gli Ucci sono considerati oggi storico gruppo salentino custode della tradizione popolari degli "stornelli", canti di lavoro e di amore spesso improvvisati al ritmo del tamburello.
Nel 1998 morì il compagno di canto di Uccio Aloisi: Uccio Bandello ed è ad Aloisi che viene lasciato quindi il compito di portare avanti la tradizione popolare di Cutrofiano.
Uccio Aloisi rimase senza gruppo, e nei primi anni veniva accompagnato da alcuni ragazzi di Cutrofiano (Andrea Stefanizzi, Andrea Chittano, Antonio Melegari, Marco Puccia, Stefano Calò) e poi dopo qualche anno nasce Uccio Aloisi Gruppu (con Domenico Riso, Antonio Calsolaro, Rocco Biasco, Giovanni Corvaglia).
La riscoperta per la musica popolare legata al fenomeno anche della Notte della Taranta portò il gruppo ad esibirsi anche al di fuori dei confini regionali, in Italia e all'Estero.
L'Uccio Aloisi Gruppu si è esibito in eventi su tutto il territorio nazionale e ha prodotto diversi album.
Aloisi è stato uno degli ospiti fissi del concertone della Notte della Taranta di Melpignano che gli ha permesso di incontrare e conoscere artisti di grande calibro come Lucio Dalla, Massimo Ranieri, Ambrogio Sparagna, Mauro Pagani, Stewart Copeland, Piero Milesi, Giuliano Sangiorgi e di collaborare anche con artisti di fama internazionale come i Buena Vista Social Club.
Nel 2005 è stato uno dei personaggi principali del film documentario Craj di Davide Marengo.
Uccio Aloisi muore il 21 ottobre 2010, all'età di 82 anni.
Oggi Uccio viene ricordato a Cutrofiano in un festival dedicato alla musica popolare salentina e non solo, e dedicato ai cantori che hanno lasciato il segno nel mondo della musica popolare: "Li Ucci Festival".

## Discografia
Uccio Aloisi Gruppu
- 2011 – Il Canto della Terra (Kurumuny )
- 2006 – Mara l'acqua (Ass. Salentini DOC)
- 2004 – Robba de smuju tour (autoprodotto)
- 2003 – Robba de smuju (Ed. il manifesto )
- 2002 – Pizziche, stornelli e canti salentini (Ass.ne Novaracne)
- 2000 - Uccio Aloisi live al Villaggio Globale -31.03.2000- (Ass.ne Novaracne)
- 2000 – Musiche e canti popolari del Salento (aa. vv. Edizioni Aramirè)

Li Ucci
- 1999 – Buonasera a quista casa. Pizziche, stornelli e canti salentini (Edizioni Aramirè)

Altro

## Filmografia
- 2005 – Craj di Davide Marengo